# Únor 2014
1. února – sobota 
 Po výbuchu sopky Sinabung na indonéském ostrově Sumatra je hlášeno nejméně 14 obětí na životech, včetně dětí.
2. února – neděle 
 Mistrem světa v cyklokrosu v kategorii Elite se stal v nizozemském Hoogerheide Zdeněk Štybar.
4. února – úterý 
 Přední technologické firmy Microsoft, Google, Facebook a Yahoo! oficiálně přiznaly, že poskytly americké Národní bezpečnostní agentuře (NSA) přístup k desítkám tisíc účtů svých uživatelů.
 Čeští botanikové objevili na vietnamském souostroví Hòn Bà nový druh vanilky.
5. února – středa 
 Prezident Miloš Zeman jmenoval s účinností od 1. března expremiéra Jiřího Rusnoka novým členem bankovní rady České národní banky.
7. února – pátek 
 Na stadionu Fišt v Soči začaly v 17:14 SEČ 22. zimní olympijské hry, první zimní Hry pořádané na území Ruska.
 V Bosně a Hercegovině se rozšířily sociální nepokoje poté, co vláda tuzlanského kantonu ohlásila privatizaci některých státních podniků.
8. února – sobota 
 Jaroslav Soukup získal pro Česko bronz, první medaili ze Soči. 
9. února – neděle 
 Martina Sáblíková sice neobhájila na rychlobruslařské trati na 3000 metrů vítězství z Vancouveru, ale získala stříbro, druhou letošní českou olympijskou medaili 
10. února – pondělí 
 Čeští sportovci získali na olympijských hrách třetí medaili, když biatlonista Ondřej Moravec doběhl druhý ve stíhacím závodě na 12,5 kilometru.
11. února – úterý 
 Bývalý předseda vlády České republiky Petr Nečas byl policií obviněn z trestného činu podplácení v kauze tří exposlanců ODS.
 Zemřela Shirley Templová, herečka a velvyslankyně Spojených států amerických v Československu.
13. února – čtvrtek 
 Belgický senát schválil dětskou eutanazii bez věkového limitu.
 Policie zadržela a obvinila kontroverzního podnikatele Iva Rittiga v souvislosti s kauzou předražených jízdenek pro pražský Dopravní podnik.
14. února – pátek 
 Poslanci Parlamentu České republiky zvolili Annu Šabatovou novou veřejnou ochránkyní práv. Nahradí odstoupivšího Pavla Varvařovského.
16. února – neděle 
 Česká snowboardistka Eva Samková vybojovala na olympijských hrách první zlato pro českou výpravu, když suverénně vyhrála závod ve snowboardcrossu.
17. února – pondělí 
 Organizace spojených národů obvinila režim Severní Koreje ze zločinů proti lidskosti a žádá jejich vyšetření Mezinárodním trestním soudem.
 Další stříbrnou medaili vybojovala výprava České republiky na zimních olympijských hrách, když biatlonistka Gabriela Soukalová dojela druhá v závodě s hromadným startem.
18. února – úterý 
 Poslanecká sněmovna Parlamentu České republiky vyslovila důvěru Vládě Bohuslava Sobotky.
 Střety mezi policií a protivládními demonstranty v Kyjevě si vyžádaly několik obětí na životech mezi aktivisty i policisty. Policie usiluje o vyčištění hlavního protestního tábora na náměstí Nezávislosti. Provoz metra byl zastaven stejně jako vysílaní pro-opoziční televizní stanice.
 Biatlonista Ondřej Moravec získal pro Česko druhou, tentokrát bronzovou medaili v závodu s hromadným startem na 15 km.  
19. února – středa 
 Poslanci západoukrajinské Lvovské oblasti vyhlásili nezávislost oblasti na ukrajinské vládě. Ve stejný den oznámili představitelé Autonomní republiky Krym možnost připojení k Rusku.
 Český biatlonový tým vyhrál stříbro v závodě smíšené štafety.
 Martina Sáblíková obhájila zlatou medaili z Vancouveru na rychlobruslařské trati na 5000 metrů.
21. února – pátek 
 Americký prezident Barack Obama přijal v Bílém domě tibetského duchovního vůdce dalajlámu Tändzina Gjamcchoa. Čínská vláda vyjádřila okamžitě ostrý protest a pohrozila zhoršením diplomatických vztahů.
22. února – sobota 
 Ukrajinský parlament odvolal z funkce Viktora Janukovyče a schválil zákon umožňující propuštění Julije Tymošenkové, která krátce nato vězení v Charkově opustila a oznámila svou kandidaturu do prezidentských voleb, které se budou konat podle rozhodnutí parlamentu v květnu. Janukovyč bouřlivé události posledních dní označil za státní převrat. V Charkově přitom zasedá Strana regionů a vzniklo tak jakési neoficiální paralelní centrum svrchované moci. Rozdělení Ukrajiny obě centra odmítají.
 Italský premiér Matteo Renzi sestavil novou vládu.
 Článek Hejnice byl na české Wikipedii zařazen mezi Nejlepší články.[zdroj?]
23. února – neděle 
 Skončily XXII. zimní olympijské hry.
 Ve věku 110 let zemřela v Londýně nejstarší známá přeživší holokaust, pražská rodačka Alice Herzová-Sommerová.
24. února – pondělí 
 Ministerstvo obrany USA schválilo redukci ozbrojených sil na úroveň před druhou světovou válkou.
 Ugandský prezident Yoweri Museveni podepsal zákon trestající homosexuální styk odnětím svobody na 14 let až doživotím. Následující den vyšel v nejčtenějších ugandských novinách seznam údajných homosexuálů.
 Egyptská vláda rezignovala, čímž podpořila kandidaturu Abdala Fattáha Sísího na post prezidenta.
25. února – úterý 
 Člen Prozatímní IRA John Downey nebude stíhán kvůli přípravě bombového útoku na vojenskou přehlídku v londýnském Hyde Parku v roce 1982, který usmrtil čtyři vojáky a sedm koní. Zastavení stíhání souvisí s amnestií pro členy paramilitantních organizací obsaženou ve Velkopáteční dohodě, která ukončila konflikt v Severním Irsku.
 Zemřel španělský hudební skladatel a kytarový virtuos Paco de Lucía.
26. února – středa 
 Dvojice britských občanů byla odsouzena k doživotnímu trestu odnětí svobody za vraždu britského vojáka Lee Rigbyho.
 Ukrajinská prokuratura vydala mezinárodní zatykač na bývalého prezidenta Viktora Janukovyče. Ten je podle některých ruských médií už v Rusku. Ruský prezident Vladimir Putin nařídil provést celkovou prověrku bojové pohotovosti vojsk v západním a centrálním Rusku.
27. února – čtvrtek 
 Zemřel československý politik a polistopadový federální ministr vnitra Richard Sacher.
 Budovy regionálního parlamentu a vlády v krymském Simferopolu na Ukrajině obsadili neznámí ozbrojenci, kteří zde vztyčili ruské vlajky. 
28. února – pátek 
 Ukrajinský exprezident Viktor Janukovyč vystoupil na brífinku v ruském Rostově na Donu. Na krymské základně ruské černomořské flotily přistála řada ruských vojenských vrtulníků.
 Ruský opoziční předák Alexej Navalnyj byl za účast na demonstraci odsouzen k trestu domácího vězení.
 Vláda Myanmaru zakázala činnost organizace Lékaři bez hranic poskytující zdravotní péči uprchlíkům z etnické skupiny Rohingya v Arakanském státě na západě země.